# Ukraina i Eurovision Song Contest 2014
Ukraina deltog i Eurovision Song Contest 2014 ("ESC 2014") i Danmarks huvudstad Köpenhamn. Ukrainas bidrag valdes i en nationell final, ordnad av NTU, där vinnaren blev Marija Jaremtjuk med låten "Tick-Tock".     

## Nationella finalen
Den 23 oktober 2013 meddelade NTU att Ukrainas bidrag till ESC 2014 skulle utses i en nationell final. Artister och upphovsmän fick skicka in bidrag fram till 6 december 2013. Alla artister som skickat in bidrag var sedan tvungna att framträda inför en jury som valde ut de 20 bidrag som skulle få tävla. I juryn ingick NTU-musikproducenten Vladislav Baginskij, låtskrivaren och producenten Michail Nekrasov, generalproducenten på radio Lux.fm Jevgeniv Fesjak och Vladimir Kozlov, programdirektören för TV-kanalen RU Music.
Tävlingen sändes den 21 december 2013 från Kiev, där 50 % juryröster och 50 % SMS-röster från tittarna avgjorde resultatet. Programledare var Timur Mirosjnytjenko och Teitana Terekova. Showen gästades av Sofia Tarasova, Ukrainas representant i Junior Eurovision Song Contest 2013, Masja Sobko, Natalia Butjynska, Mika Newton, Ukrainas representant i Eurovision Song Contest 2011, Matias och Zlata Ognevitj, Ukrainas representant i Eurovision Song Contest 2013. 
Juryns medlemmar under finalen bestod av NTU:s generaldirektör Oleksandr Pantelejmonov, NTU-musikproducenten Vladislav Baginskij, poeten Jurij Rybchinskyj och kompositörerna Jan Tabatjnik och Michail Nekrasov. Om resultatet skulle bli oavgjort, det vill säga att två eller fler bidrag skulle få samma poäng, skulle det bidrag vinna som fått flest poäng av juryn.
Marija Jaremtjuk blev vinnare med "Tick Tock", som fick högst poäng av både juryn och de SMS-röstande.
| Nr | Artist                | Låt                        | Upphovsmän                                                                        | SMS  | SMS | Jury | Totalt | Placering |
| -- | --------------------- | -------------------------- | --------------------------------------------------------------------------------- | ---- | --- | ---- | ------ | --------- |
| 1  | Anna-Maria            | "5 Stars Hotel"            | Eduard Pristupa, Sergej Ozerjanskij                                               | 136  | 1   | 3    | 4      | 16        |
| 2  | Roman Polonskyj       | "Wanted Dead or Alive"     | Roman Polonskyj, Sergej Dubenko                                                   | 73   | 1   | 5    | 6      | 12        |
| 3  | Uli Rud               | "Tsvetok"                  | Misja Klimenko, Ksenija Sjevtjenko                                                | 76   | 1   | 1    | 2      | 20        |
| 4  | Marietta              | "It's My Life"             | Dimitryj Sidorov, Natali Dail                                                     | 107  | 1   | 4    | 5      | 14        |
| 5  | Stas Sjurins          | "Why"                      | Stas Sjurins                                                                      | 194  | 4   | 5    | 9      | 10        |
| 6  | Anatolyj Sjparev      | "Waiting For You"          | A. Osadtjuk                                                                       | 124  | 1   | 7    | 8      | 11        |
| 7  | Natalija Valevska     | "Love Makes You Beautiful" | Linda Persson, Ylva Persson                                                       | 1050 | 9   | 5    | 14     | 5         |
| 8  | Lissa Wasabi          | "No Fear"                  | Elizaveta Zjichareva                                                              | 170  | 2   | 1    | 3      | 18        |
| 9  | Volodimir Tkatjenko   | "Byti tam de ti"           | Volodimir Tkatjenko, Irini Pirig                                                  | 368  | 5   | 11   | 16     | 3         |
| 10 | Shanis                | "Moja dusja"               | Elajdzja                                                                          | 47   | 1   | 9    | 10     | 9         |
| 11 | Viktoria Petryk       | "Love Is Lord"             | Giga Kuchianidze, B. Kadagidze                                                    | 476  | 7   | 10   | 17     | 2         |
| 12 | Jevgenyj Litvinkovitj | "Streljanaja ptitsa"       | Jevgenyj Litvinkovitj                                                             | 1090 | 10  | 2    | 12     | 8         |
| 13 | neAngely              | "Courageous"               | Alexander Bard, Andreas Öhrn, Christian Wahlberg, Per Ljungqvist, Henrik Wikström | 800  | 8   | 6    | 14     | 5         |
| 14 | IIIaria               | "I'm Alive"                | Katerina Prisjtjepa                                                               | 420  | 6   | 8    | 14     | 5         |
| 15 | Tatiana Sjirko        | "Let Go"                   | Julija Slobodjan, Jevgenij Matiusjenko                                            | 171  | 3   | 3    | 6      | 12        |
| 16 | Tania BerQ            | "Believe Me"               | Boris Taharis                                                                     | 41   | 1   | 3    | 4      | 16        |
| 17 | Marija Jaremtjuk      | "Tick-Tock"                | Marija Jaremtjuk                                                                  | 3478 | 12  | 12   | 24     | 1         |
| 18 | Viktor Romantjenko    | "Na kraju propasti"        | Vladimir Dusjevnij, Viktor Romantjenko                                            | 1170 | 11  | 5    | 16     | 3         |
| 19 | Anna Hodrovska        | "Jesli jest ljubov"        | Ruslan Kvinta, Vitalij Kurovskij                                                  | 99   | 1   | 2    | 3      | 18        |
| 20 | Denis Ljubimov        | "Love"                     | Denis Ljubimov                                                                    | 120  | 1   | 4    | 5      | 14        |

## Anklagelse om fusk
Efter att finalen avgjorts protesterade flera artister mot resultatet. De hävdade att telefonlinjerna till deras bidrag blivit blockerade, medan linjen till Marija Jaremtjuk fortsatt var öppen. Volodimir Tkatjenkos producent Jelena Mozgovaja planerade att vidta rättsliga åtgärder. Även Viktoria Petryk och neAngely planerade att vidta rättsliga åtgärder.

## Under Eurovision
Ukraina lottades att tävla i den andra halvan av den första semifinalen den 6 maj 2014, med startnummer 9. När finalisterna avslöjades i slutet av semifinalen, stod det klart att Ukraina gått vidare till finalen. Där har de sedan fått startnummer 1. När alla länder avlagt sina röster i finalen hade Ukraina fått 113 poäng, vilket räckte till en sjätte plats.
| 12 poäng                  | 10 poäng     | 8 poäng                  | 7 poäng                                                       | 6 poäng   |
| ------------------------- | ------------ | ------------------------ | ------------------------------------------------------------- | --------- |
| - Armenien - Azerbajdzjan | - Estland    | - Moldavien - Montenegro | - Belgien - Danmark - Ryssland - Portugal - Island - Lettland | - Sverige |
| 5 poäng                   | 4 poäng      | 3 poäng                  | 2 poäng                                                       | 1 poäng   |
| - Spanien - Nederländerna | - San Marino | - Ungern - Albanien      |                                                               |           |

| 12 poäng                                          | 10 poäng                             | 8 poäng                 | 7 poäng                            | 6 poäng                |
| ------------------------------------------------- | ------------------------------------ | ----------------------- | ---------------------------------- | ---------------------- |
|                                                   | - Azerbajdzjan - Italien - Moldavien | - Vitryssland - Estland | - Lettland - Montenegro - Ryssland | - Spanien - Georgien · |
| 5 poäng                                           | 4 poäng                              | 3 poäng                 | 2 poäng                            | 1 poäng                |
| - Grekland - Israel - Polen - Litauen - Österrike | - Belgien                            |                         | - Finland - Ungern                 | - Danmark ·            |

### Poäng givna av Ukraina
| 12 poäng | Armenien      |
| 10 poäng | Sverige       |
| 8 poäng  | Ungern        |
| 7 poäng  | Nederländerna |
| 6 poäng  | Ryssland      |
| 5 poäng  | Azerbajdzjan  |
| 4 poäng  | San Marino    |
| 3 poäng  | Island        |
| 2 poäng  | Moldavien     |
| 1 poäng  | Montenegro    |

| 12 poäng | Sverige      |
| 10 poäng | Armenien     |
| 8 poäng  | Österrike    |
| 7 poäng  | Polen        |
| 6 poäng  | Vitryssland  |
| 5 poäng  | Tyskland     |
| 4 poäng  | Ryssland     |
| 3 poäng  | Ungern       |
| 2 poäng  | Spanien      |
| 1 poäng  | Azerbajdzjan |